# Shotgun Messiah
Shotgun Messiah var ett glam metal-band från Sverige som existerade mellan 1985 och 1993. Tidigt i karriären hette bandet Kingpin.

## Medlemmar
Senaste medlemmar
- Harry K. Cody – gitarr, bakgrundssång (1988–1993)
- Tim Skold – basgitarr, akustisk gitarr, bakgrundssång (1988–1990, 1990–1993)
- Ulf "Cybersank" Sandquist – programmering (1992–1993)

Tidigare medlemmar
- Zinny Zan – sång (1988–1990)
- Stixx – trummor, slagverk, bakgrundssång (1988–1992)
- Bobby Lycon – basgitarr, bakgrundssång (1990–1992)

Livemedlemmar
- Bill Bruce – kompgitarr
- Pat Guyton – basgitarr
- Bjarne "B. J." Johansson – trummor
- Björn "Nalle" Påhlsson – basgitarr, bakgrundssång
- Love Magnusson – gitarr

## Diskografi
Studioalbum
- 1989 – Shotgun Messiah
- 1991 – Second Coming
- 1993 – Violent New Breed

EP
- 1992 – I Want More